# Alfons VII., leonsko-kastiljski kralj
Alfons VII. (1. ožujka 1105. – 21. kolovoza 1157.), poznat kao Car, bio je galicijski kralj, kao i kralj Leona i Kastilje, što je postao 1126. godine. Alfons, znan i kao Alfonso, imao je naslov „cara cijele Španjolske“. Sin vladarice Urake Leonske i Rajmunda Burgundskog, Alfons je bio pripadnik Dinastije Ivreje.
Tijekom Alfonsove vladavine, Portugal je postao de facto neovisan. Premda je Alfons pokušao svoju carsku titulu učiniti što smislenijom, nije u tome uspio. Alfons je bio mecena i zaštitnik Crkve, kao i zaštitnik muslimana, koji su bili manjina ako govorimo o njegovim podanicima. 
Alfons i njegova supruga Berengarija Barcelonska bili su roditelji dvojice kraljeva – Sanča III., kastiljskog monarha i Ferdinanda II., koji je zavladao Leonom nakon Alfonsove smrti. Berengarija je Alfonsu rodila kćeri Konstanciju i Sanču, a obje su postale kraljice supruge – Konstancija se udala za Luja VII., a Sanča za Sanča VI. Navarskog. Nakon Berengarijine smrti, Alfons se oženio Riksom Poljskom, od koje je dobio kćer Sanču, koja se udala za Alfonsa II. Aragonskog.